# ورا لی
ورا لی (انگلیسی: Vera Leigh؛ ۱۷ مارس ۱۹۰۳ – ۶ ژوئیهٔ ۱۹۴۴) یک فرد نظامی اهل بریتانیا بود.